# Yūzō Tamura
Yūzō Tamura (japanisch 田村 雄三 Tamura Yūzō; * 7. Dezember 1982 in der Präfektur Gunma) ist ein ehemaliger japanischer Fußballspieler und heutiger Fußballtrainer.

## Karriere

### Spieler
Tamura erlernte das Fußballspielen in der Universitätsmannschaft der Chūō-Universität. Seinen ersten Vertrag unterschrieb er 2005 bei Shonan Bellmare. Der Verein spielte in der zweithöchsten Liga des Landes, der J2 League. Am Ende der Saison 2009 stieg der Verein in die erste Liga auf. Für den Verein absolvierte er 187 Ligaspiele.
Am 1. Januar 2011 beendete Yūzō Tamura seine Karriere als Fußballspieler.

### Trainer
Tamura stand von 2011 bis 2015 bei Shonan Bellmare in Hiratsuka unter Vertrag. Hier war er als Nachwuchsscout, U18-Trainer und als Technischer Direktor tätig. 2016 wechselte er zum Iwaki FC. Der Verein aus Iwaki spielte in der Regionalliga. 2016 war er als Nachwuchs-Chefscout tätig. 2017 übernahm er den Trainerposten. Ende 2019 stieg er mit dem Verein in die vierte Liga auf. 2021 feierte er mit dem Verein die Meisterschaft der vierten Liga und den Aufstieg in die dritte Liga. Nach dem Aufstieg übernahm er  am 1. Februar 2022 das Amt des Sportdirektors.

## Erfolge

### Trainer
Iwaki FC
- Fukushima Prefectural Football League (Division 2): 2016   ▲
- Fukushima Prefectural Football League (Division 1): 2017  ▲
- Tohoku Soccer League Division 2 South: 2018  ▲
- Tohoku Soccer League Division 1: 2019  ▲
- Japan Football League: 2021  ▲